# Heinz Stiller
Heinz Stiller (* 1. November 1932 in Brieske-Ost; † 5. August 2012 in Potsdam) war ein deutscher Geophysiker.
Stiller studierte an der Humboldt-Universität Berlin, wo er 1959 promoviert wurde. Anfang der 1960er Jahre war er Gruppenleiter am Geomagnetischen Institut in Potsdam. 1966 wurde er als Nachfolger von Otto Meißer Direktor des Instituts für Geodynamik der Akademie der Wissenschaften der DDR in Jena und 1969 Direktor des neu gegründeten Zentralinstituts für Physik der Erde (ZIPE) der Akademie der Wissenschaften auf dem Telegrafenberg in Potsdam, in dem das Jenaer Institut für Geodynamik damals aufging. 1988 wurde er Direktor der Forschungsstelle für Hochdruckforschung der Akademie der Wissenschaften in Potsdam. Geophysikalische Hochdruckforschung (also der Verhältnisse im Erdinnern) war schon in den 1960er Jahren sein Spezialgebiet.
Ab 1969 war er unter Hans-Jürgen Treder stellvertretender Leiter und ab 1973 Leiter der Abteilung Kosmische Physik (ab 1973 in Geo- und Kosmoswissenschaften umbenannt) der Akademie der Wissenschaften und gab deshalb die Leitung des ZIPE an Heinz Kautzleben ab. Von 1984 bis 1988 war er Vizepräsident der Akademie der Wissenschaften der DDR.
1975 erhielt er den Nationalpreis der DDR III. Klasse. 1971 wurde er korrespondierendes und 1974 ordentliches Mitglied der Akademie der Wissenschaften der DDR. Er war außerdem ab 1993 Gründungsmitglied der Leibniz-Sozietät.